# Ottone (Händel)
Falsa immagine, m’ingannasti,

mi mostrasti un volto amabile;

e quel volto m’allettò.

Or cessato il dolce inganno,

trovo orrore, e trovo affanno

ove gioie il cor sperò»
Ottone, re di Germania (Otto, King of Germany, HWV 15) è un'opera di Georg Friedrich Händel, su libretto in italiano adattato da Nicola Francesco Haym dal libretto di Stefano Benedetto Pallavicino per l'opera Teofane di Antonio Lotti. Fu la prima opera nuova scritta per la quarta stagione della Royal Academy of Music ed ebbe la sua prima rappresentazione il 12 gennaio 1723 al King's Theatre, Haymarket di Londra. Händel per questa stagione aveva riunito un cast di cantanti lirici molto popolari e l'opera fu un enorme successo.
La storia è la trasposizione in forma narrativa di alcuni eventi della vita di Adalberto d'Italia, di sua madre Willa di Toscana (chiamata "Gismonda" nell'opera), di Ottone II, e della principessa bizantina Teofano, che divenne la moglie di Ottone II con un contratto di matrimonio destinato a creare un'alleanza tra il Sacro Romano Impero e l'Impero Bizantino.

## Contesto

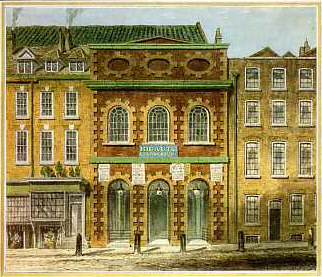
Il King's Theatre di Londra, dove Ottone fu eseguito la prima volta

Händel, di origine tedesca, dopo aver trascorso un po' della sua carriera giovanile componendo opere liriche ed altri lavori in Italia, si stabilì a Londra, dove nel 1711 aveva portato l'opera lirica italiana per la prima volta con  Rinaldo. Quest'ultima aveva riscosso un successo tale, da scatenare a Londra una vera e propria mania per l'opera seria italiana, una forma musicale che all'epoca si basava prevalentemente sulle arie solistiche dei virtuosi del bel canto. Nel 1719, Händel fu nominato Maestro di cappella dell'Accademia Reale di musica (nulla a che vedere con il Conservatorio di Londra del giorno d'oggi), una società sotto il patronato della casa reale per la produzione di opere italiane a Londra. Händel non doveva solo comporre opere per la compagnia, ma ingaggiare i cantanti più rinomati, supervisionare l'orchestra e i musicisti e adattare le opere provenienti dall'Italia per le esecuzioni di Londra.
Per la quarta stagione del 1723, per la quale la prima opera era Ottone, Händel mise insieme un cast di cantanti lirici molto noti, tra i quali c'era il famoso castrato Senesino, che iniziò così una lunga e talvolta burrascosa collaborazione con Händel che lo coinvolse nella creazione di diciassette ruoli principali nelle sue opere per Londra, con un compenso esorbitante. Il soprano Margherita Durastanti, una stella di prima grandezza, che aveva cantato in molte delle prime opere di Händel in Italia, così come nelle sue precedenti a Londra, si unì al cast, così come fece il soprano inglese Anastasia Robinson, che era scontenta di gran parte della musica che Händel aveva scritto appositamente per lei per la parte in Ottone. Sentendo che non riusciva ad interpretare, come lui avrebbe desiderato, sentimenti di disprezzo e rabbia, chiese aiuto con una lettera ad uno dei principali esponenti della Royal Academy perché convincesse Händel a scrivere musica più dolce per lei, per venire incontro alle sue possibilità vocali. Nel cast c'era anche un altro castrato di fama internazionale, Gaetano Berenstadt, nel primo dei tre ruoli da lui creati per opere di Händel.
Per Ottone, oltre a Senesino, c'era il famoso soprano italiano Francesca Cuzzoni, nuova per Londra. Lei sapeva che Händel aveva scritto gran parte della musica per l'opera prima di ingaggiarla e, alla prima prova con il compositore, disse che avrebbe gradito che lui scrivesse una nuova aria di ingresso appositamente per lei, per dimostrare il suo talento unico e fare una buona prima impressione con il pubblico di Londra. Quando gli fu chiesto di sostituire l'aria Falsa immagine con una nuova, Händel, secondo il suo primo biografo John Mainwaring, andò su tutte le furie:
Nel corso di una conversazione con la Cuzzoni, al suo rifiuto di cantare Falsa immagine in Ottone: Oh! signora, disse, "je sçais bien que Vous êtes une véritable Diablesse: mais je Vous ferai sçavoir, moi, que je suis Beelzebub le Chéf des Diables" (lo so che voi siete una vera diavolessa: ma vi devo dire che io sono Belzebù, il capo dei diavoli); detto questo la afferrò per la vita, e giurò che se avesse pronunciato ancora una sola parola, l'avrebbe fatta volare fuori dalla finestra.
La Cuzzoni cedette e cantò l'aria così come Händel l'aveva scritta, con un enorme successo, comprendendola in seguito per tutta la sua carriera in recital e concerti.

## Ruoli
| Ruolo                                                      | Tipo voce              | Cast della prima, 12 gennaio 1723 |
| ---------------------------------------------------------- | ---------------------- | --------------------------------- |
| Ottone, Re di Germania, innamorato di Teofane              | (contralto - castrato) | Senesino (Francesco Bernardi)     |
| Teofane, figlia dell'Imperatore Bizantino                  | (soprano)              | Francesca Cuzzoni                 |
| Emireno, un pirata, vero nome Basilio, fratello di Teofane | (basso)                | Giuseppe Maria Boschi             |
| Gismonda, vedova di Berengario, regina d'Italia            | (soprano)              | Margherita Durastanti             |
| Adelberto, suo figlio                                      | (contralto-castrato)   | Gaetano Berenstadt                |
| Matilda, cugina di Ottone, promessa sposa ad Adelberto     | (contralto)            | Anastasia Robinson                |

## Trama
Luogo: Roma e dintorni
Periodo:  Attorno al 970 d.C.
L'opera si basa su eventi della vita di Adalberto d'Italia e Ottone II. Era stato deciso che Ottone avrebbe sposato Teofane, figlia di Romano, l'imperatore d'Oriente. Basilio, fratello di Teófane, era stato mandato in esilio da un usurpatore, diventando un pirata con il nome di Emireno.

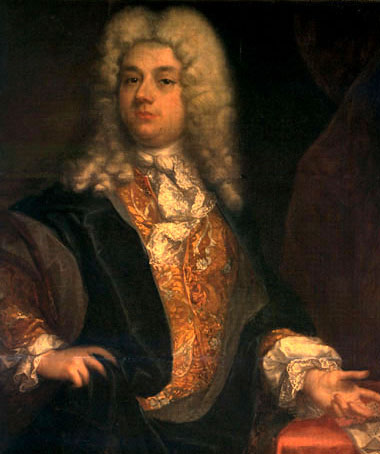
Senesino, primo interprete del ruolo di Ottone

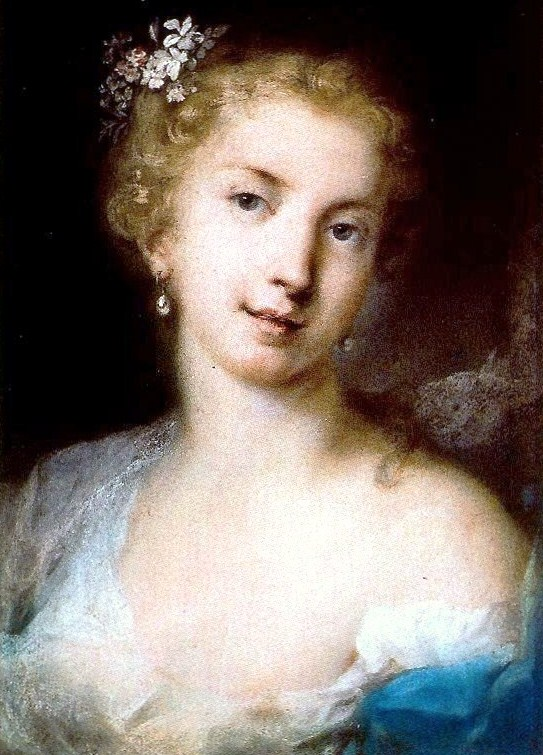
Francesca Cuzzoni (1696-1778) prima interprete del ruolo di Teofane

### Atto 1
Una galleria adornata con statue
Il sogno di Gismonda è quello di vedere suo figlio Adelberto sedere sul trono d'Italia. (Arioso: Pur chi regni il figlio amato). Quando arriva Adelberto lei gli parla del suo piano per fare in modo che il suo sogno si possa avverare. Il suo defunto marito aveva governato l'Italia illegalmente dato che il paese era in realtà un possedimento del re tedesco Ottone, che ora sta per recuperare il suo territorio e sposare Teofane, figlia dell'imperatore bizantino.
Teofane è già a Roma e le è stato inviato un ritratto del suo futuro sposo, cosa che la spinge a pensare con gioia al suo matrimonio. Ma Ottone è stato ritardato nel suo viaggio a Roma da un attacco al suo convoglio di navi da parte dei pirati, che lo ha costretto ad una battaglia in mare. Gismonda suggerisce al figlio di presentarsi a Teofane come suo sposo, e poi sposarla, fingendo di essere Ottone. Adelberto pensa che questo sia un ottimo piano e Gismonda anticipa con gioia il successo di suo figlio. (Aria: Giunt'in porto).
Teofane arriva, convinta di incontrare il futuro marito Ottone e quando Adelberto la saluta, fingendo di essere Ottone lei, osservandolo bene, non riesce a capire perché non le sembri affatto il giovane uomo bello e nobile che lei aveva immaginato, dal ritratto in miniatura che le era stato inviato e che porta con sé in un medaglione. Rimasta sola, ella accusa il ritratto di averla ingannata crudelmente (Aria: Falsa immagine).
Tende lungo la riva del mare con navi alla fonda
Il vero Ottone è arrivato a reclamare il suo regno e la sua sposa legittima, e ha sconfitto il pirata Emireno, che viene portato davanti a lui in catene. Emireno ammette che lui è davvero molto potente, ma si rifiuta di rivelare la sua vera identità e viene portato via. (Aria: Del minacciar del vento). Ottone è ora accolto dalla cugina, principessa Matilda, infuriata perché lei è ufficialmente fidanzata con Adelberto ed ora egli vorrebbe invece sposare Teofane. Matilda informa Ottone che Gismonda e Adelberto stanno tramando contro di lui; Ottone si augura che Teofane, nonostante questo, possa ancora essere sua (Aria: Ritorna, o dolce amore). Matilda, da sola, brama vendetta contro Adelberto per averla abbandonata (Aria: Diresti poi così).
Sala del trono nel palazzo di Gismonda
Dal momento che il figlio Adelberto sta ora fingendo di essere Ottone, Gismonda si comporta come fosse la madre di Ottone Adelaide, in un incontro con Teofane. "Adelaide" suggerisce altezzosamente a Teofane di donare al figlio il suo cuore, così come la sua mano (Aria: Pensa ad amare) e si allontana. Arriva Adelberto per condurre Teofane al loro matrimonio, ma sua madre riappare con la notizia che Ottone sta giungendo con un esercito invasore, porge una spada al figlio e lo incita ad andare in battaglia. Rimasta sola Teofane ora si rende conto che Adelberto finge soltanto di essere Ottone e si lamenta per la posizione in cui si ritrova (Aria: Affanni del pensier).
Un campo di battaglia
Viene suonata la sinfonia mentre sul palcoscenico si svolge una battaglia che mostra la sconfitta dell'esercito di Adelberto e la sua cattura da parte delle forze di Ottone. Adelberto è portato via in catene, ma provocatorio (Aria: Tu puoi straziami).
Da solo, Ottone ha ancora speranza di ottenere Teofane e il regno e governare in pace, portando giustizia a tutti (Aria: Dell’onda ai fieri moti).

### Atto 2

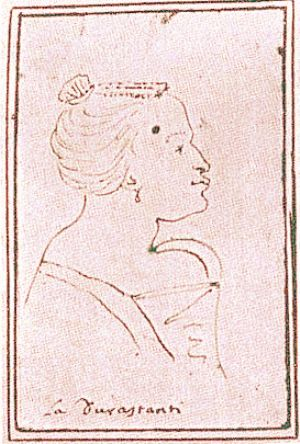
Una caricatura di Margherita Durastanti, prima interprete del ruolo di Gismonda

Una breve sinfonia orchestrale introduce l'atto.
Un corridoio nel palazzo
Sulla strada per la prigione, Adelberto incontra Matilde, e lei gli dice che non avrebbe mai dovuto essere fidanzato con lei se amava Teofane. Ad essi si unisce Gismonda, che rimprovera il figlio per essere stato sconfitto in battaglia da Ottone. Adelberto spera che lei imparerà la fedeltà dall'esempio di Matilda, ed è condotto via (Aria: Lascia, che nel suo viso). Matilde e Gismonda sono entrambe sconvolte dalla sconfitta e dalla prigionia di Adelberto. Matilda pensa che dovrebbero chiedere pietà ad Ottone, ma Gismonda preferirebbe che lei e suo figlio fossero messi a morte piuttosto che abbassarsi a questo. Matilda dice che non permetterà che ciò accada, Adelberto deve essere liberato (Aria: Ah! Tu non sai). Quando sono soli, Gismonda ammette con se stessa che anche lei sente pietà per il figlio e anela a consolarlo nella sua angoscia (Aria: Vieni, o figlio, e mi consola).
Teofane e Ottone stanno per incontrarsi di persona per la prima volta ed entrambi sono ansiosi per questo, ma Matilda appare all'improvviso e si getta ai piedi di Ottone, implorando pietà per Adelberto. Teofane si ritira in una nicchia e osserva mentre Ottone rifiuta di perdonare Adelberto, ma abbraccia Matilda nel tentativo di consolarla. Teofane interpreta questo gesto come un segno che Ottone è innamorato di Matilda. Tuttavia l'abbraccio non riesce a tranquillizzare Matilda; ella tuona contro Ottone per il suo rifiuto di mostrare clemenza verso Adelberto, chiamando mostri e furie per punirlo. (Aria: All'orror d'un duolo eterno). Quando Teofane e Ottone finalmente si incontrano, lei lo accusa di fingere di non essere innamorato di un'altra (Aria: Alla fama, dimmi Il vero) e, una volta solo, Ottone prega che questa tempesta si placherà (Aria: Dopo l'orrore).
Un delizioso giardino sul Tevere con sorgenti e grotte e un passaggio sotterraneo chiuso da una pietra. Notte
Teofane cammina tristemente in giardino, sentendosi completamente sola (Aria: S'io dir potessi). Emireno e Adelberto emergono dal tunnel, spingendo la pietra da parte. Sono scappati dalla prigione con l'aiuto di una mappa inviata loro da Matilde. Emireno non vede l'ora di essere libero e di sconfiggere i nemici che gli hanno fatto del male (Aria: Le profonde vie dell'onde). Emireno va a cercare la barca che Matilda gli ha detto che sarà ad attenderlo e Matilda stessa, poi Ottone arriva, mentre Matilda cerca il tunnel e Ottone in cerca di Teofane. Adelberto e Teofane si nascondono, mentre Matilda porta via Ottone, dicendogli che non è sicuro per lui andare in giro di notte da solo. Ottone è più preoccupato per Teofane che per se stesso (Aria: Deh! Non dir).
Emireno ha trovato la barca e ritorna e Adelberto afferra Teofane, che sviene mentre la porta in barca e si allontana a remi, insieme ad Emireno ed alcuni dei loro uomini. Gismonda si unisce a Matilda in giardino gioendo della notte che ha visto il successo del loro piano per liberare Adelberto (Duetto: Notte cara).

### Atto 3
Una stanza del palazzo

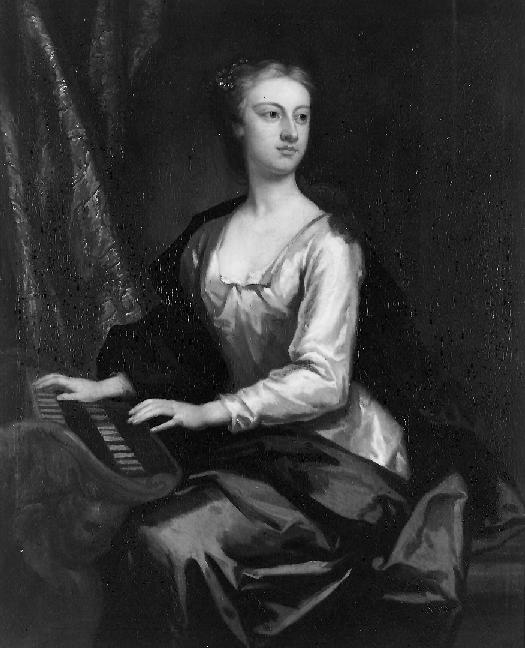
Anastasia Robinson, prima interprete del ruolo di Matilda

Ottone è distrutto perché Teofane è svanita (Aria: Dove sei, dolce mia vita). Gismonda viene verso di lui e gongola perché suo figlio è riuscito a fuggire (Aria: Trema, tiranno). Ottone si sente tradito e abbandonato da tutti (Aria: Tanti affanni).
Un bosco con vista sul Tevere
Dopo una breve sinfonia orchestrale, Adelberto, Emireno e Teofane appaiono con le loro guardie. La loro fuga è stata bloccata da una temporale scoppiato all'improvviso. Adelberto spera che le cose vadano meglio, sia per il tempo che per l'amore di Teofane (Aria: D'innanlzar i flutti al ciel ). Se ne va a cercare una dimora dove possano rifugiarsi dalla tempesta. Da solo con Emireno, Teofane esige il rispetto come figlia di Romano, Re di Bisanzio. A questo, Emireno tenta di abbracciarla e Teofane, nel mentre Adelberto torna proprio in questo istante, fraintende il gesto come un tentativo di seduzione. Adelberto attacca Emireno ma le guardie lo afferrano. Teofane è sconvolta e chiede alle guardie di ucciderla, la morte sarà un sollievo. (Aria: Benché mi sia crudele). Emireno le dice che non ha alcun motivo di avere paura (Aria: No, non temere, o bella). Teofane immagina Ottone tra le braccia di Matilda, ma anche così, lei giura che lo amerà sempre (Aria: Gode l'alma consolata).
Una stanza del palazzo
Matilda dice a Ottone che Adelberto ha rapito Teofane. Gismonda è trionfante per le azioni di suo figlio, ma Matilda le dice che lei cambierà tono quando vedrà la testa di suo figlio staccata dal collo. Gismonda risponde rivelando ad Ottone che è a causa di Matilda che Adelberto è riuscito a fuggire. Matilda ammette che questo è vero, ma è dispiaciuta di avere aiutato Adelberto ed ora vorrebbe ucciderlo lei stessa (Aria: Nel suo sangue). Emireno arriva con Adelberto in catene. Ottone ordina che Adelberto sia giustiziato, ma Matilda esige il diritto di eseguire lei stessa l'esecuzione. Ma lei non riesce farlo, rendendosi conto che lo ama ancora. Gismonda afferra il coltello da Matilda e sta per suicidarsi, quando Teofane si precipita dentro e lei e Ottone si riuniscono con gioia (Duetto: Ah teneri affetti). Teofane spiega che ora sa che Emireno in realtà è suo fratello; Gismonda e Adelberto chiedono e ricevono il perdono di Ottone e gli promettono la loro lealtà e Matilda accetta l'offerta di Adalberto di sposarla. Tutti festeggiano la fortuna che ha cambiato favorevolmente il corso degli eventil (Coro: Faccia ritorno l'antica pace).

## Caratteristiche musicali
Le arie di Ottone pongono meno enfasi sulla bravura e sul virtuosismo brillante che nelle opere precedenti di Händel e sono notevoli per la bellezza espressiva. Molte delle arie e dei movimenti strumentali dell'opera sono divenute arie classiche da concerto, secondo lo storico musicale Charles Burney. L'opera inizia con una ouverture francese in tre sezioni, seguita da un movimento di danza. Quest'ultima parte dell'ouverture, secondo il Burney, è diventata estremamente popolare in tutta l'Inghilterra ed è stata suonata su "tutti gli strumenti che si possa immaginare". L'aria per Senesino nel ruolo di Ottone, Ritorna, o dolce amore, una siciliana in 128, viene elogiata dal musicologo Paul Henry Lang come "squisitamente elaborata... una delle sue melodie più accattivanti". I ruoli delle tre stelle per le cantanti sono caratterizzati da Händel con una musica completamente diversa. La musica di Teófane è pura e fluida; il suo ingresso con l'aria Falsa immagine, col suo "fine" violoncello obbligato è, secondo Lang, una delle più grandi arie di Händel ed anche per lei c'è una siciliana "affascinante", l'aria Affanni del pensier. La musica per Matilda, come il suo umore, oscilla selvaggiamente nel corso dell'azione tra l'odio, l'angoscia e l'amore, è completamente diversa nel carattere dalla musica "dolce e verginale" di Teofane. Anche la madre intrigante Gismonda è caratterizzata dalla musica di Händel nelle arie scritte per lei, che mettono in evidenza i due lati della sua natura, altera e spietatamente ambiziosa, come nell'aria Giunt'in porto, mentre allo stesso tempo sente un immenso amore materno e devozione per suo figlio, come ad esempio nel bellissimo Vieni, o figlio.
L'opera è scritta per flauto dolce, due oboi, due fagotti, archi e continuo (violoncello, liuto, clavicembalo).

## Accoglienza e storia delle esecuzioni

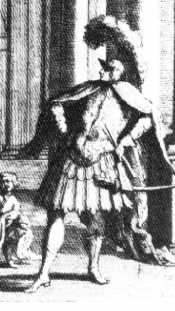
Caricatura di Gaetano Berenstadt, primo interprete del ruolo di Adelberto

Händel aveva completato la prima versione di Ottone il 10 agosto 1722, ma rivide l'opera prima della première. L'opera fu un grandioso successo durante la vita di Händel e fu ripresa nel dicembre 1723, 1726, 1727 e 1733, in alcuni casi con altra musica aggiunta. Dopo l'esecuzione iniziale la richiesta di biglietti fu così alta che furono venduti a molto più del loro prezzo nominale, in uno dei primi esempi di bagarinaggio.

Non solo i ricchi e aristocratici mecenati dell'opera erano entusiasti delle esecuzioni e dei cantanti: i loro servitori che li accompagnavano erano ammessi all'ingresso gratuito alla galleria e tale era il loro entusiasmo durante l'opera che fu inserito un avviso nei giornali di Londra, come stampato sul Daily Courant il 26 gennaio 1723:
Su querela alla Royal Academy of Music, per i disturbi che sono stati di recente provocati nella Galleria dei Domestici, fino ad interrompere lo spettacolo; Si dà avviso di questo: che la prossima volta che qualsiasi disturbo venga là arrecato, la galleria sarà chiusa.
Charles Burney musicologo del XVIII secolo osservò che "il numero di arie in questa opera che è diventata la preferita nazionale era forse maggiore che in qualsiasi altra che sia mai stata eseguita in Inghilterra" e "l'aria lenta Falsa imagine, (che la Cuzzoni in un primo momento non voleva eseguire)", la prima che la Cuzzoni abbia mai cantato in questo paese, le ha creato la fama di una cantante espressiva e commovente"." John Gay si lamentò in una lettera con il suo amico Jonathan Swift che tale era la mania per l'opera italiana creata da Ottone che nessuno a Londra era interessato a qualsiasi altra forma d'arte o di letteratura:
Per quanto riguarda i divertimenti in voga in città, è interamente musica... a nessuno è permesso di dire "Io canto", tranne che a un castrato o a una donna italiana. Ognuno è ormai diventato un grande esperto di musica così come lo erano nel vostro tempo di poesia, e la gente che non riusciva a distinguere un brano da un altro sentenzia ora ogni giorno sui diversi stili di Händel [e altri compositori]. La gente ha ormai dimenticato Omero e Virgilio e Cesare, o per lo meno, hanno perso il senso del limite, perché, a Londra e Westminster, in tutte le conversazioni ammodo, Senesino è quotidianamente proposto come il più grande uomo che sia mai vissuto.
Ottone è anche nota come l'unica opera di Händel in cui è apparso Farinelli, nel ruolo di Adalberto, nel dicembre del 1734. In Germania, Ottone fu messo in scena a Brunswick (Braunschweig) e Amburgo nel 1720. La successiva produzione in Germania, il 5 luglio 1921 a Göttingen, è stata la prima ripresa di un'opera di Händel nel ventesimo secolo. Nel Regno Unito, la produzione successiva, dopo il 1734 è stata data dalla Händel Opera Society il 19 ottobre 1971 presso Sadler's Wells Theatre. Con la rinascita di interesse per la musica barocca e le esecuzioni musicali riviste storicamente, Ottone, dal 1960, come tutte le opere di Händel, viene eseguita in festival e teatri d'opera di oggi. Tra le altre produzioni, Ottone è stata eseguita dal King's Consort al Theater an der Wien nel 2010. La English Touring Opera ha presentato l'opera a Londra e ha fatto un tour in alcune parti del Regno Unito nell'autunno del 2014.

## Edizioni
| Anno | Cast: Ottone, Teofane, Gismonda, Adelberto, Emireno, Matilda                                     | Direttore, d'orchestra                       | Etichetta                             |
| ---- | ------------------------------------------------------------------------------------------------ | -------------------------------------------- | ------------------------------------- |
| 1993 | James Bowman, Claron McFadden, Jennifer Smith, Dominique Visse, Michael George, Catherine Denley | Robert King, The King’s Consort              | CD:Hyperion, Cat: CDS44511/3          |
| 1993 | Drew Minter, Lisa Saffer, Juliana Gondek, Ralf Popken, Michael Dean, Patricia Spence             | Nicholas McGegan, Freiburger Barockorchester | CD: Harmonia Mundi, Cat: HMU907073.75 |